# Din dragoste cu cele mai bune intenții
Din dragoste cu cele mai bune intenții este un film românesc din 2011, realizat de Adrian Sitaru, după un scenariu propriu, cu Bogdan Dumitrache, Natașa Raab, Marian Râlea, Alina Grigore și produs de Ada Solomon, Monica Gorgan și Emõke Vágási.

## Distribuție[1]
- Bogdan Dumitrache, rolul Alex,
- Natașa Raab, rolul Mama,
- Marian Râlea, rolul Tata,
- Alina Grigore, rolul Delia,
- Adrian Titieni, rolul doctorului Crișan,
- Clara Voda, rolul doctoriței Nuți
- Tibi Dina, rolul doctorului Georgescu
- Isabela Neamțu, rolul primei infirmiere.

## În spatele camerei
- Producători - Ada Solomon, Monica Gorgan și Emőke Vágási.

## Premii
- Filmul a fost premiat la festivalul de la Locarno. [2]
- În anul 2012, Din dragoste cu cele mai bune intenții a fost foarte aproape de a câștiga Premiul Gopo pentru cel mai bun film de lung metraj, ieșind pe locul doi, după filmul Aurora.